# Xã Lisbon, Quận Kendall, Illinois
Xã Lisbon (tiếng Anh: Lisbon Township) là một xã thuộc quận Kendall, tiểu bang Illinois, Hoa Kỳ. Năm 2010, dân số của xã này là 899 người.